# Сайид Хваджа Хаванд Махмуд
Сайид уль Садаат Хваджа Сайид Мир Хаванд Махмуд ибн Шариф Накшбанди аль-Хасани валь-Хусейни, известный как Хазрат ишан Шах Сахеб (1563 — 5 ноября 1642), был святым суфием из Бухары, Узбекистан.

## Родословная
Хазрат Ишан был саййидом, что означает его прямое происхождение от исламского пророка Мухаммада (в данном случае через его дочь Фатиму аль-Захру и его зятя и двоюродного брата Али ибн Абу Талиба).

## Потомство по отцовской линии
В настоящее время известны две его отцовские линии саййидов. По одной линии он является прямым потомком седьмого имама Мусы аль Кадхима через его сына Ибрахима аль Муртадха и известного суфийского мастера Хваджа Сайида Мир Алауддина Атара. Сайид Алауддин Атар был преемником и зятем Хазрата Бахауддина Накшбанда. Поэтому Хазрат Ишан также является потомком Хазрата Бахауддина Накшбанда, который сам был потомком одиннадцатого имама Хасана аль-Аскари через своего сына Сайида Али Акбара. Хазрат Ишан Сахеб также известен своими родственными отношениями с суфийским святым Фарид уль-дином Аттаром и Хваджей Убайдуллой Ахраром. Хваджа Ахрар был его предком, что также указывает на происхождение хазрата Ишана от халифа Умара ибн аль-Хаттаба.

## Потомство по материнской линии
По материнской линии Хазрат Ишан имеет хашимийское происхождение по двум линиям. Одна линия связана с имамом Хусейном через его деда по материнской линии Мирака ибн Зайн уль-Абидина. Другая линия связана с имамом Мухаммадом ибн аль-Ханафией.

## Биография

### Семья
Хазрат Ишан был вторым сыном Хваджа Сайида Мир Шарифа Накшбанди. Его старшим братом был Хваджа Хаванд Мухаммад Накшбанди, известный как Хваджа Хаванд Афтаб, который также был святым. Хазрат Ишан родил 5 дочерей и 6 сыновей, которые все считаются святыми.

### Родословная
Ишан был потомком исламского пророка Мухаммада.

### Духовный путь
Хазрат Ишан находился под влиянием учения своих предков и поэтому был учеником своего отца. Хазат Ишан получил от отца разрешение учиться в королевском колледже и стал искусным ученым. В возрасте 23 лет Хазрат Ишан Шах Сахеб получил письмо с просьбой посетить отца и сопровождать его в последние дни жизни. После кончины отца он оставил дальнейшее обучение и сосредоточился на мистических поисках. Для этого он сначала отправился в Вахш, где стал шайх-уль-исламом, исполняя там свои обязанности. Во время пребывания в Вахше он познакомился с Хваджа Хаджи. Второй раз они встретились в Балхе, где Хваджа Хаджи представил его своему будущему учителю Хваджа Исхаку Дахбиди и стал его учеником. Второй раз он встретился с ним в Бохаре и стал его учеником. После двенадцати лет духовного обучения Хазрат Ишан Сахеб достиг уровня шайха в Тасавуфе в 1598 г. Хваджа Исхак Вали принял его в свой круг как императора всех авлийа Аллаха. По приказу Хваджа Исхака Вали Хазрат Ишан Сахеб отправился в Лахор, чтобы пропагандировать путь ишаккии. Вместо этого он отправился в Сринагар в Кашмире. В Сринагаре он привлек многих людей, которые впоследствии последовали за ним. Слава о его благочестии достигла многих областей Центральной Азии. Сотни тысяч учеников в Хорасане, современном Афганистане, особенно в городах Кандагар, Кабул и Герат, последовали за ним. Он послал учеников по всей Центральной Азии, из которых двое были отправлены в Тибет. В отличие от других мастеров Накшбанди он привлекал к себе множество людей, которые пользовались не только официальным покровительством. Хазрат Хваджа Хаванд Махмуд был приглашен могольским императором Джахангиром ко двору в Агре. Побывав там несколько раз, он смог установить прочные связи с двором, поскольку Джахангир был его учеником. Джахангир твердо верил в него, будучи научен своим отцом Акбаром, что он родился благодаря молитвам Хазрата Ишана, когда Акбар отчаянно желал иметь ребенка.Ввязавшись в борьбу против шиитской общины, могольский император Шах Джахан эвакуировал его в 1636 году в Дели. Последние шесть лет жизни Хазрат Ишан провел в Лахоре, где Шах-Джахан построил для него дворец, ставший впоследствии его мавзолеем.

## Преемственность
Хазрату Ишану наследовал его сын Мойнуддин Накшабнд в Кашмире.Его младший сын Бахауддин наследовал отцу в Лахоре в очень молодом возрасте. Его духовная линия угасла в конце восемнадцатого века. Хазрат Ишан заявил, что один из его потомков придет, чтобы возродить его род и занять его место Гаута. Было установлено, что этим человеком является хазрат Сайид Мир Джан, который является его преемником по пути Увайсийя.

## Духовный сан
Хазрат Ишан был Кутбом — самым высокопоставленным вали Аллаха (святым) своего времени. В суфизме Кутб известен как космический лидер всей Вселенной и праведный преемник Мухаммада. Говорят, что хазрат Ишан заявил, что в его потомстве появится сын, который возродит духовную линию и наследие хазрата Ишана и займет место Кутба после него. Принято считать, что чудесным и пророческим преемником был Сайид уль Садаат хазрат Сайид Мир Джан.

## Принц Сайид Рафаэль Дакик
Нынешним преемником из семьи Сайида Мир Джана является принц Сайид Рафаэль Дакик, который является потомком Хазрата Ишана по отцовской и материнской линии в 12-м поколении. Принц Рафаэль также является членом афганской королевской семьи Баракзай и как преемник своего предка Хазрата Ишана считается Верховным лидером суннитского ислама накшбанди.